# Clube de Futebol Os Belenenses (futsal)
Cet article ne traite que de la section futsal du club. Pour les autres disciplines sportives du club, voir Clube de Futebol Os Belenenses (omnisports).
Maillots
Le CF Belenenses est une équipe de futsal fondé en 1919 à Lisbonne.

## Palmarès
- Championnat du Portugal de futsal
  - Vice-champion : 2008, 2009
- Coupe du Portugal de futsal (1)
  - Vainqueur : 2010
  - Finaliste : 2009
- Supercoupe du Portugal de futsal
  - Finaliste : 2009 et 2010